# Worsaaes Ø
Worsaaes Ø er en lille ubeboet ø med et areal på ca. 0,24 hektar. Den ligger i den sydøstlige del af Søndersø i Guldborgsund Kommune – ved grænsen til Lolland Kommune.
Øen er opkaldt efter arkæologen J.J.A. Worsaae, der i 1859 gjorde nogle skelsættende fund på øen. Efter en sænkning af vandstanden i Søndersø i 1850'erne, til dels på grund af en tørke i 1859, blotlagdes nogle bopladser fra forhistorisk tid. Og blandt fundene var nogle grove redskaber fra jægerstenalderen.